# Suwnica

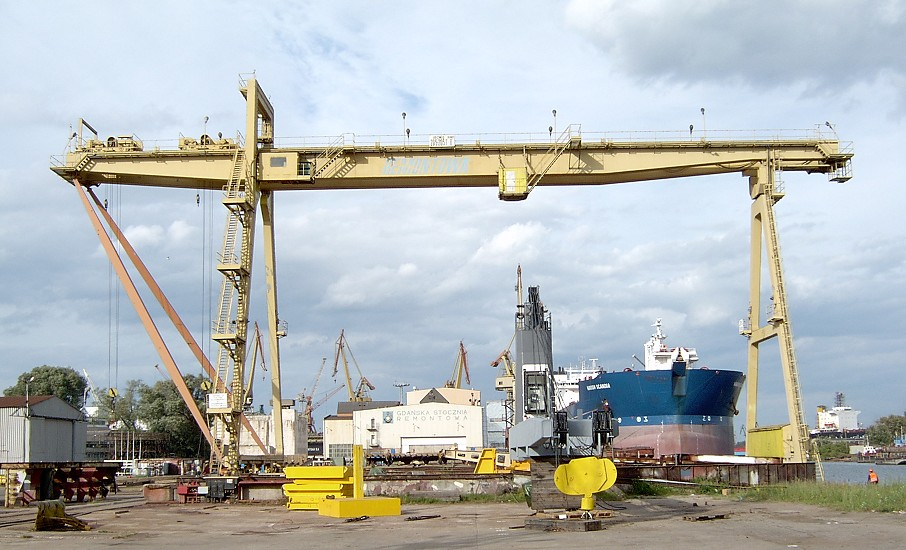
suwnica bramowa

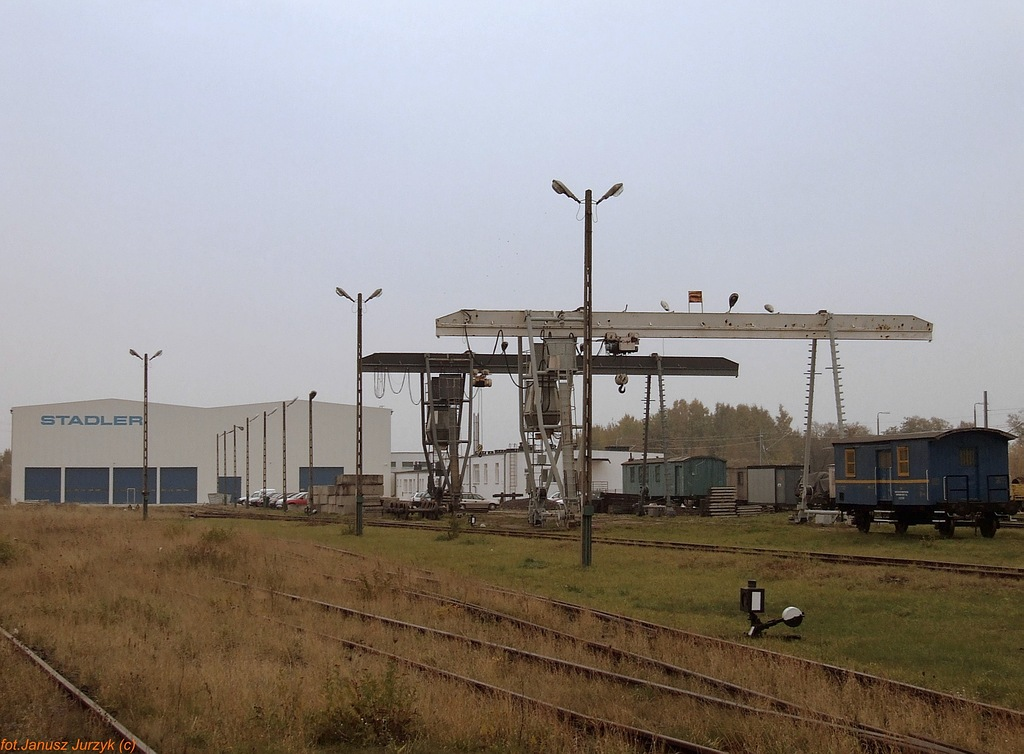
Suwnice zainstalowane na bocznicy kolejowej służące do przeładunku/załadunku/rozładunku towarów

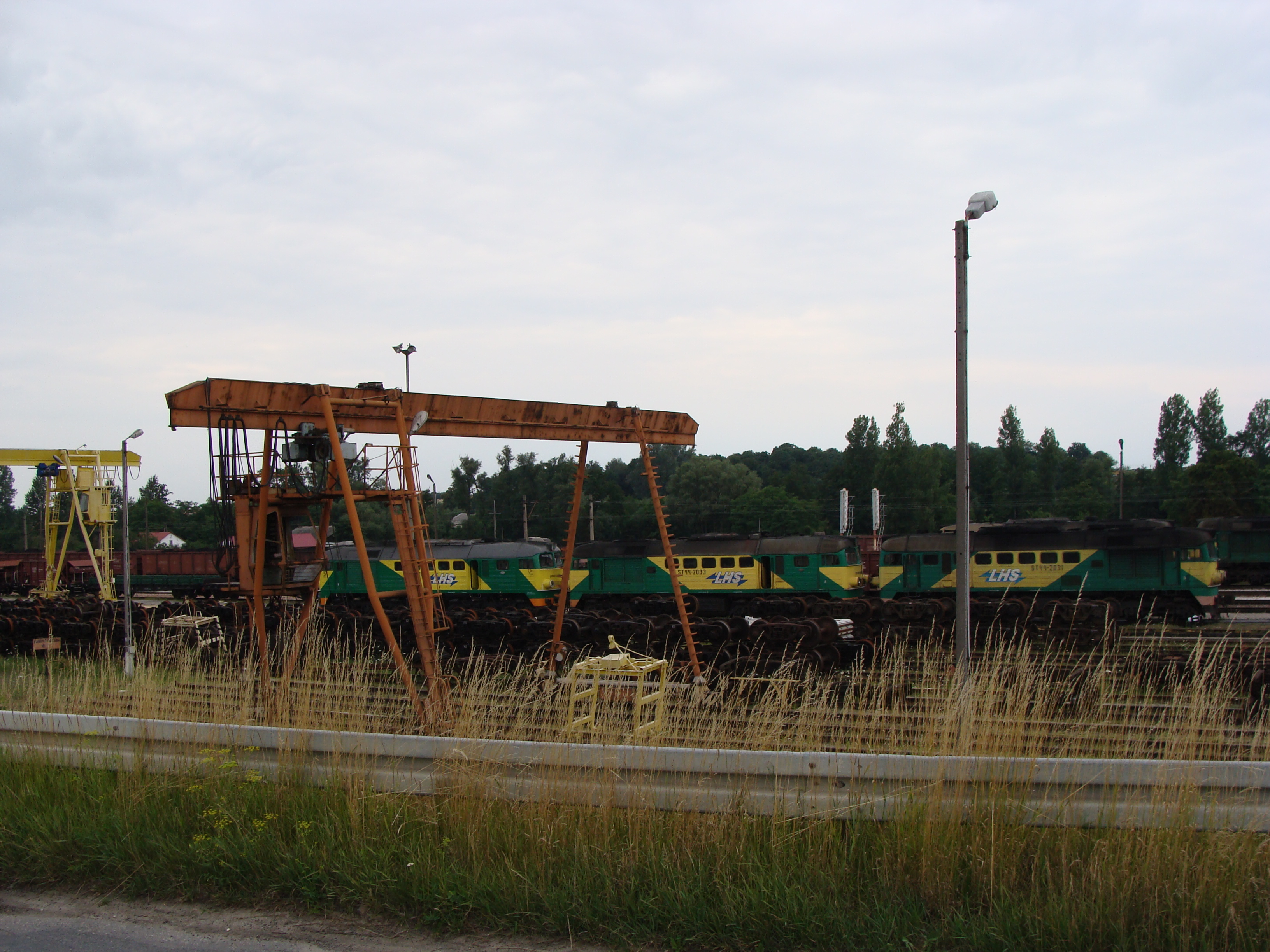
Stacja LHS – Sędziszów Północny (suwnice bramowe oraz ST44)

Suwnica – dźwignica pracująca w ruchu przerywanym wyposażona w mechanizm podnoszenia i opuszczania: wciągarka lub wciągnik. Przeznaczona do przemieszczania materiałów w pionie i poziomie w przestrzeni ograniczonej długością toru jazdy, wysokością podnoszenia i opuszczania oraz szerokością mostu.
Napisy obowiązujące na suwnicy
- na moście:
  - udźwig
  - nr rejestracyjny Urzędu Dozoru Technicznego
  - grupa natężenia pracy
- na zbloczu hakowym:
  - udźwig

## Elementy wyposażenia mechanicznego
- Tor jazdy suwnicy
  - odboje
  - krzywki (na jednej z szyn)
- Czołownice (konstrukcja stalowa)
  - mechanizm jazdy suwnicy (indywidualny)
  - koło jezdne
  - koło pędne
  - łapy oporowe
  - wyłączniki krańcowe dźwigienkowe
  - zderzaki
  - szczotki miedziane
  - zabezpieczenie przeciwwiatrowe (w przypadku, gdy suwnica pracuje na otwartym powietrzu)
- Most (Dwuteownik, jedno- lub dwubelkowy)
  - tor jazdy wózka
  - odboje
- Wózek jazdy (brak układu hamowania)
  - silnik
  - przekładnia zębata
- Mechanizm podnoszenia
  - korpus
  - silnik napędowy samohamowny
  - przekładnia zębata w kąpieli olejowej
  - bęben linowy rowkowany (lub bęben łańcuchowy)
  - lina stalowa (cięgno)
  - pierścień prowadzący linę
  - pręt ze zderzakami i wyłącznikiem krańcowym
  - zblocze hakowe
  - Hak

## Wyposażenie elektryczne
- Łącznik suwnicy załącza i wyłącza całkowite zasilanie suwnicy wraz z obwodem zasilania (szynoprzewód, trolej, przewody ruchome); musi spełniać następujące warunki:
  - napis informujący które suwnice można nim załączyć
  - oznaczone pozycje załączony i wyłączony
  - wolny dostęp
  - przystosowany do zablokowania w pozycji wyłączony
- Łącznik zasilania załącza i wyłącza całkowite zasilanie suwnicy (z pominięciem obwodów pomocniczych – ogrzewania, klimatyzacji szaf sterowniczych); umieszczony najczęściej na podeście dźwigarze suwnicy[1];
- Troleje
- Szafka rozdzielcza instalacji elektrycznej umieszczona na moście
- Szafka sterowniczo-rozdzielcza umieszczona na wózku jazdy
- Wyłączniki krańcowe
- Kaseta sterownicza

## Podstawowe konstrukcje suwnic
- suwnica pomostowa (natorowa)
- suwnica podwieszona
- suwnica bramowa
- suwnica półbramowa